# Noctiluca scintillans
A Noctiluca scintillans egy tengeri páncélos ostoros, amely a sejtnedvüregeiben lévő pigmentációtól függően zöld vagy vörös formában is létezhet. Világszerte megtalálható, de földrajzi elterjedése attól függően változik, hogy zöld vagy vörös színű. Ez az egysejtű mikroorganizmus arról ismert, hogy képes biolumineszkálni, ami a víznek éjszaka látható, élénk, kék fényt kölcsönöz. E faj virágzása azonban olyan környezeti veszélyeket okozhat, mint a mérgező vörös árapály. Az antropogén eredetű eutrofizáció indikátora is lehet.

## Etimológia
A Noctiluca scintillans név a latinból származik; a Noctiluca jelentése "fény, éjszakai fény", a scintillans pedig "ragyogó, fényvillanásokat szóró". 

## Leírás

### Taxonómia
A medúzák közé sorolták egészen 1873-ig, amikor Haeckel úgy döntött, hogy a kristálylábúak közé helyezi át, a dinoflagellátákkal együtt. Ez így maradt egészen 1920-ig, amikor Kofoid bizonyos megfigyelések nyomán végül a Noctilucales rendbe sorolta. Ez az osztályozás ma is vita tárgyát képezi, és a Noctiluca és a dinoflagellates közötti kapcsolat még nem bizonyított egyértelműen, mivel az elemzési eredmények még mindig túlságosan változatosak ahhoz, hogy egységes osztályozást lehessen érvényesíteni. 
Jelenleg a Myzozoa törzsbe tartozik, amelyek egysejtű, flagellált szervezetek. Ezután a Dinophyceae osztályba tartozik, amely két flagellával rendelkezik, a Noctilucales rendbe, amelynek magja nem dinokarionális a kifejlett egyedeknél, és a Noctilucaceae családba, amelyek gömb alakú, tapogatókkal rendelkezőek.

### Morfológia és anatómia
A Noctiluca scintillans egy egysejtű gömb alakú, 400 és 1500 μm közötti hosszúságú organizmus. Az áramlással mozog, és nem igazán tud úszni.  A megfigyelést megkönnyíti a tény, hogy áttetsző. A N. scintillansnak hosszú citoplazmatikus kiterjedése van, amely egy mély barázda alján lóg, amelyhez közel van a sejtmag. Egy másik azonosító jellemző a központi magból kiinduló és a sejt perifériája felé húzódó finom striák. Ez a faj az éjszakai vízbe merülések során megjelenő kék villanásokról ismert. A N. scintillans nem tévesztendő össze a Spatulodinium pseudonoctiluca fajjal, amely egy hasonló, de kisebb faj (<200 mikrométer). 
A N. scintillansnak 2 színe van. Ez a vakuolumokban lévő pigmenttől függ. A vörös forma heterotróf. A N. scintillans ezen formája a fitoplanktonnal való táplálkozásban a kopipodákkal versenyez. A zöld formában egy fotoszintetizáló szimbióta, a Pedinomonas noctiluca található, amely a zöld színt okozza. Elsősorban autotróf, sőt fotoautotróf, ha ez a fotoszintetizáló szimbióta bőségesen jelen van a sejtekben. 
A Noctiluca scintillans egy olyan faj, amely az intracelluláris ionkoncentráció szabályozásával képes kezelni a felhajtóerejét. Az emelkedéshez a kálium koncentrációját növeli, a süllyedéshez pedig nehezebb elemeket, például kalciumot vagy magnéziumot használ. 

## Hely a táplálékláncban
A N. scintillans fontos helyet foglal el a nyílt tengeri táplálékláncban. A N. scintillans-t számos más lábasfejű, például a Calanus sp., Temora sp. és Acartia sp., a chaetognathák és a hydromedúzák zsákmányolja.  Túlzott elszaporodásuk következtében életüknek ebben a szakaszában nagyon sűrű csoportosulásaik és gyakori biolumineszcenciájuk miatt sok ragadozót vonzanak magukhoz.
Az étrend a zöld és a piros forma szerint változik. A zöld forma valóban autotróf, ha a Pedinomonas noctiluca szimbióta bőségesen megtalálható a vakuólumában. Ellenkező esetben heterotróf, akárcsak a vörös forma. A N. scintillans ezután kovamoszat-aggregátumokkal, valamint kopipoda-petékkel, naupilar-lárvákkal és halikrákkal táplálkozik. 
Az N. scintillans parazitája lehet az Euduboscquella, egy intracelluláris parazita, amely elsősorban a tintinnidákat, de a dinnoflagellákat is megfertőzi.

## Életciklus

### Trofonták
A Noctiluca scintillans egy heterotróf dinoflagellata, amely mérgező vörös árapályokat okoz. A faj életciklusának magyarázatához a trofontokkal kell kezdenünk. A trofontok számos csillós egysejtű nem szaporodó, kifejlett életszakaszai. Tojásdad alakúak, kéregük két különálló rétegből áll: egy külső zselatinos rétegből és egy plazmamembránból. Mint minden eukarióta, a trofont is egy sejtmagból áll, amely a citosztómához közel helyezkedik el, és citoplazma veszi körül, amely a citoplazmatikus központot alkotja. 

### Gamonták
A gametogenezis során sejtosztódás történik. A gamontok a sejtek nevei sejtosztódás közben. Ezeket a gamontokat a gametogenezist spontán kezdeményező trofontok egy kis hányada termeli. Az átalakulás során a sejt gömb alakúvá válik, és elveszít néhány szervecskét, köztük a csápot, a sejtmag pedig közvetlenül a sejtfelszín alá költözik. 
Ez az életciklus két egymást követő magosztódással folytatódik, hogy 4 sejtmagot kapjon. Ez az osztódás a sejtfelszín fölött dudorokat hoz létre. Ezt szinkron magosztódások folytatása követi, amelyek során az egyes "őssejtek" vékony szálakkal kapcsolódnak a többihez. A gametogenezis előrehaladtával a kromoszómák a különböző magosztódásokon belül kondenzálódnak, ami sötétíti a sejt színét. Az eredmény négy szirom alakú progenitorklaszter. 

### Zoospórák
Az előző szakasz progenitorai zoosporákká alakultak át. Ekkor egyenletesen eloszlanak a sejt egy részében. A progenitorok érésével egyidejűleg két flagella kezd kifejlődni és aktívan lüktetni. Ezek a flagellák az anyasejten kívül fejlődnek, és az érett ivarsejtek ezután kikerülnek a környezetbe. Amikor mindannyian kifejlődtek, az anyasejt szellemszerű marad. 
A két kialakult flagella nem azonos hosszúságú, ezért nem azonos a funkciójuk. A kettő közül a hosszabbik a tengervízben való mozgás irányítására szolgál, míg a rövidebbik inkább úszási erőt biztosít a mozgás beindításához. 

### Zigóta képződés
Ez a szakasz még mindig erősen spekulatív. Úgy tűnik, hogy a Noctiluca scintillans izogamétákat termel, amelyek olyan ivarsejtek, amelyek összeolvadva zigótát alkotnak. Ez a zigóta 4 flagellával és 2 sejtmaggal rendelkezik. Ez azt jelenti, hogy a faj valójában diploid, ami megkülönbözteti a legtöbb dinoflagellától, amelyek haploidok. 

### Morfológiai fejlődés zigótától trofontig
A trofontok kialakulásának kezdetén a flagellák száma csökken, és a sejtek fusiformává válnak. A további fejlődés során kerekebbé válnak, és két különálló flagella alakul ki, egy hosszabb és egy rövidebb, végül csak egy marad. Ezt követően a külső réteg kivehetővé válik, és kialakul a kéreg. Az eredmény egy miniatűr trofont, amelynek csápjain keresztül veszi fel a táplálékot, hogy a viszkózus anyagok segítségével, amelyekhez az algák tapadnak, táplálkozzon. 
Nagyfokú specificitásának köszönhetően a Noctiluca scintillans egy hét alatt akár 100-szorosára is növelheti biomasszáját.

## Elterjedés és élőhely

### Kedvező környezet
A környezet fontos szerepet játszik a Noctiluca scintillans elszaporodásában. A populáció a napfény, az áramlás, a tápanyagok (különösen a nitrát, ammónium és karbamid) jelenléte, a víz sótartalma, a hőmérséklet és a trópusi stressz függvényében változik. Az előforduló mennyiség is változik a földrajzi elhelyezkedéstől és az érintett óceántól függően, bár az egész világon jelen van. 
A Noctiluca scintillans a mérsékelt égövi, szubtrópusi és trópusi vizekben található. Bőségesen megtalálható a partok közelében; ez egy neritikus faj. Nagy esőzések után a folyók torkolatánál is bőségesen megtalálható. Leginkább a meleg évszakokban fordul elő, bár egész évben megtalálható. 
A faj számára a szélsőséges körülmények a 2-31 °C és a 17-45 psu (gyakorlati sótartalom egység).  Azonban minden formának megvannak a maga preferenciái, és a hőmérséklet- és sótartományok általában korlátozottabbak.
A vörös forma széles hőmérséklet-tartományban fordul elő: 10 és 25 °C között és sós környezetben. Nagyon gyakori az eutróf környezetben, ahol a diatómák dominálnak, mivel ez a kedvenc táplálékforrása. A zöld forma korlátozottabb, hőmérsékleti tartománya 25-30 °C között mozog. 

### Földrajzi eloszlás
A Noctiluca scintillans a trópusi óceánoktól az északi tengerekig terjed.  Kozmopolita faj, a világ minden tengerében megtalálható. 
A N. scintillans zöld formája főként Délkelet-Ázsia trópusi vizeiben, a Bengáli-öbölben, az Arab-tengerben, az Ománi-öbölben és az Arab-tengerben,  és a Vörös-tengerben található .  A vörös forma elterjedtebb, és Közép-Amerika, Európa, a Fekete-tenger, Kelet-, Dél- és Délkelet-Ázsia, valamint a Tasmán-tenger tengereiben található meg. Dél-Amerika partjainál és Nyugat-Afrika tengereiben is megtalálható. 
A két forma átfedésben van a nyugati, keleti és északi Arab-tengerben, szezonális különbséggel a gyakoriságban. A zöld forma a hideg vizekben található, téli konvektív keveredéssel, míg a piros forma a melegebb nyári időszakban. 

## Biolumineszcencia
Ez egykor titokzatos jelenség volt, amelyet a tengerészek és a tengerparti lakosok "tengeri tűznek" vagy "tengeri csillogásnak" neveztek.  Ez a kémiai energia fényenergiává történő átalakítása egy élőlény által, amely aztán ezt a fényt kibocsátja. A biolumineszcencia különbözik a fluoreszcenciától és a foszforeszcenciától, mivel az utóbbi kettőnél a jelenség kiváltásához fénykapcsolat szükséges.
Az N. scintillans mechanikai terhelés hatására fényes villanásokat produkál, amelyek biolumineszcenciát eredményeznek. Ez a jelenség tehát mozgó vízben figyelhető meg, azaz hajók áthaladásakor, a part közelében, hullámok szintjén vagy vízmozgást követően.  A biolumineszcencia a proliferáció során a legerősebb.
A luciferáz és a luciferin közötti reakció okozza a fénykibocsátást.  Ezt a reakciót Raphael Dubois lyoni fiziológus fedezte fel a múlt század végén. Ő nevezte el a két anyagot luciferáznak, amely egy hőálló enzim, és luciferinnek, amelyet a forró víz tartósít, de korlátozott mennyiségben van jelen a szervezetekben. 
A luciferin egyesül a luciferázzal, és a kettő oxigénnel reagálva oxidált komplexet képez. A luciferin ezután fotont bocsát ki. Persze maga a reakció nem ilyen egyszerű, a szentjánosbogaraknál két további kofaktorra, ATP-re és magnéziumra is szükség van. A luciferinnek több típusa is létezik, és mindegyikhez egy-egy specifikus luciferáz társul, ami különböző kémiai reakciórendszereket eredményez. 
A Noctiluca scintillans esetében a kémiai reakció a szcintillonoknak nevezett organellumokban megy végbe. Ezek olyan sűrű hólyagocskák, amelyek az éjszaka folyamán bőségesen megjelennek a sejt felszínén, és amelyek a vakuólumot hozzák ki. 
A fényt nyírófeszültség okozta mechanikai stimuláció hozza létre. A sejtmembrán deformációja akciós potenciált okoz a vakuólumembránon keresztül, amelyet az intracelluláris raktárakból felszabaduló Ca2+ ionok okoznak. Ez az akciós potenciál protonok beáramlását váltja ki a vakuólumból a szcintillumba, ami a pH-t 8-ról 6-ra csökkenti. Ez megváltoztatja a luciferáz konformációját, és aktívvá teszi azt. A luciferin tartalmaz egy kötőfehérjét, amely megakadályozza, hogy lúgos pH-n önoxidálódjon. Ezt savas pH-n konformációváltozással felszabadítja, aktiválva a luciferint. Ez az aktiválás lehetővé teszi az enzim számára, hogy a luciferint oxiluciferinné oxidálja. Ez az a molekula, amely egy ismeretlen folyamat révén fotonok kibocsátásához vezet. 
A Noctiluca scintillans az egyik leggyakoribb biolumineszcens organizmus a világ tengerparti területein, biolumineszcenciája 80 ms-ig tart.  Azokon a területeken, ahol nagy számban fordul elő, biolumineszcenciája érzékeny kifejező jelleggel bír, és jelzi térbeli elterjedését. A biolumineszcencia időtartama a fajok között nagymértékben változik, amire még nincs magyarázat. Ez azonban összefügghet a jelen lévő szcintillációk számával, a szcintillációk mennyiségével, a rendelkezésre álló luciferin mennyiségével és a protonbeáramlás által stimulált szcintillációk mennyiségével, amely a Noctiluca scintillans esetében megközelítheti az 5%-ot. 
Néhány más jelenség is befolyásolja a biolumineszcencia intenzitását, sőt a jelenlétét is. Először is megállapították, hogy a cirkadián ritmus függvényében változik. A molekulák hajnalban megsemmisülnek, és alkonyatkor kezdenek újraszintetizálódni. Koncentrációjuk az éjszaka 4 órájában a legmagasabb, amikor a nappali koncentráció 10-szeresét éri el.  
A kibocsátott fény intenzitását a sejt fiziológiai állapota és a környezeti tényezők is befolyásolják. Az intenzitást az előző nap kapott fény mennyisége is befolyásolja. Ez utóbbi jelenség annak köszönhető, hogy a klorofillt tartalmazó fajok esetében (mint például a Noctiluca scintillans zöld nemzetség esetében) a biolumineszcencia mechanizmusa némileg eltérő, és a klorofill a molekulától függ. A biolumineszcenciát tehát befolyásolja a sejtek stimulációra való érzékenysége, a specifikus válasz, az idő, a fiziológia és a környezeti tényezők.
A N. scintillans kevésbé hajlamos a predációra, amikor a biolumineszcencia ezen "fázisában" van, így ez lehet a biolumineszcencia egyik funkciója. A biolumineszcencia funkciója még nem bizonyított, ez csak egy elméleti elképzelés. Úgy tűnik azonban, hogy a ragadozók elleni védekezés, az oxigénellátás, az álcázás és a csábítás érdekében működik.
A N. scintillans nem az egyetlen biolumineszcenciára képes faj; a Pyrocystis lunula, egy dinobiont, vagy bizonyos baktériumok szintén képesek erre. 

## Kockázatok

### Vörös árapály
A N. scintillans elszaporodása mérgező lehet, és a halak és a tengeri gerinctelenek tömeges pusztulásával hozható összefüggésbe. Ez a faj azonban nem termel toxinokat, amelyek gyakran okozzák az ilyen árhullámok káros hatását, amikor azokat más szervezetek okozzák. A N. scintillans valójában a túlzott mennyiségű ammónium felhalmozódása és a közvetlen ökoszisztémában az oldott oxigén csökkenése miatt szaporodása során káros más halfajokra és gerinctelenekre, amelyek nagymértékű pusztulást tapasztalnak. 
Amikor az egyedek koncentrációja meghaladja a másfél milliót literenként, a víz rózsaszínűvé vagy narancssárgává válik, innen ered a vörös árapály jelenség elnevezése. 1970-ben literenként 2 400 000 N. scintillans koncentrációt találtak.
Ez a jelenség nem mindig vörös. A szín a szervezet vakuólumában lévő pigmenttől függ, és lehet zöld is. (a morfológia részben van egy kép). 
Más fajok is okozhatnak vörös árapályokat, például a dinobionta fajok, amelyek egysejtű, 2 flagellával rendelkező szervezetek. Mikroszkóp alatt kell ellenőrizni, hogy a vörös áradást valóban a Noctiluca scintillans okozza-e vagy sem.

### Eutrofizáció
A Noctiluca scintillans-t először a 2000-es években fedezték fel az Arab-tengerben egy nemrégiben készült tanulmány szerint, amely szerint a tengervíz oxigénnel alultelített volt. Azóta a felső eufótikus zónában a téli oldott oxigénkoncentráció alacsony maradt. Kimutatták, hogy a faj (a zöld nemzetség számára) bőséges fényben gazdag környezetben és alacsonyabb oldott oxigénkoncentráció mellett fejlődik a legjobban, ez növeli a faj oxigénfelvételét és tovább csökkenti az oxigénszintet. Ez lehetővé teszi a faj gyorsabb növekedését, és így minden télen zöld Noctiluca scintillans virágzási hullámokat hoz létre az Arab-tengerben.
A víz eutrofizációja tehát nem közvetlenül a Noctiluca scintillanshoz köthető, de az a tény, hogy az oldott oxigén koncentrációja a monszun időszakában már enyhén alacsony, a faj következetesebb fejlődését mutatja, amely azáltal, hogy növeli az oxigénfelvételét és csökkenti a rendelkezésre álló oldott oxigén mennyiségét, rontja a helyzetet. A természetes oldott oxigén csökkenését valójában a monszun idején a Déli-óceán hipoxikus vizeiből behurcolt fitoplankton jelenléte okozza. Eddig ez az egyetlen magyarázat az alacsony oxigénszintű vizek érkezésére. 
Egy másik érdekes részlet, hogy a Noctiluca scintillans nagy mennyiségű foszfort és nitrogént termel ürülékeiben. A faj virágzását gyakran összefüggésbe hozták a tengeri gerinctelenek és halak tömeges pusztulásával, de a valóságban nem toxinokat termel, hanem halálos mennyiségű ammóniumot halmoz fel, amelyet aztán kiválaszt a környezetbe. A mérgező vörös árhullámok idején a vörös nemzetség kiválasztja ezeket a halálos mennyiségeket a körülötte élő állatok számára. 

### Hatás a korallzátonyokra
A korallzátonyok az elmúlt évtizedekben súlyosan hanyatlásnak indultak. Egy 2019-ben a Mannari-öbölben (Dél-India) végzett tanulmány szerint a korallzátonyok tömeges pusztulását az algavirágzás okozta hipoxikus körülmények okozzák.
Ebben a tanulmányban kimutatták, hogy a Noctiluca scintillans a túlszaporodás révén jelentős mértékben okozza e korallok pusztulását, mivel szaporodásuk az oldott oxigén 2 mg/l-es csökkenését okozza. Ez az Acropora, Montipora és Pocillopora nemzetséghez tartozó korallok számára halálos hipoxiát okoz.
Ez a jelenség csak fokozódni fog az éghajlatváltozással, amely növeli a virágzás gyakoriságát és intenzitását. Egyre több korallt fog érinteni.
Még sok munka áll előttünk, hogy megtaláljuk a probléma orvoslásának módját, különösen a kölcsönhatás pontos mechanizmusainak megértése terén.  A korallok adnak otthont a Föld tengeri élővilágának 25%-ának. Tehát nagyon sok forog kockán ennek megértésében.  

## Szerep a környezetben
| Pozitív hatás        | Semleges hatás                         | Negatív hatás                                                   |
| -------------------- | -------------------------------------- | --------------------------------------------------------------- |
| A tápláléklánc része | Biolumineszcencia (szerepe ismeretlen) | Eutrofizáció, korallzátonyokra gyakorolt hatások, vörös árapály |

## Naptár
A biolumineszcencia jelenségét nagyon szép megfigyelni, de nem mindenhol és nem mindig található meg. A mellékelt naptár szerint a világ különböző régióiban és az év különböző hónapjaiban van csúcsbőség.
| Vidék                                                 | Az év hónapja | Az év hónapja | Az év hónapja | Az év hónapja | Az év hónapja | Az év hónapja | Az év hónapja | Az év hónapja | Az év hónapja | Az év hónapja | Az év hónapja | Az év hónapja |
| ----------------------------------------------------- | ------------- | ------------- | ------------- | ------------- | ------------- | ------------- | ------------- | ------------- | ------------- | ------------- | ------------- | ------------- |
|                                                       | J             | F             | M             | A             | M             | J             | J             | A             | S             | O             | N             | D             |
| Atlanti-óceán északkeleti része (Gascognei-öböl)      |               |               |               | x             |               |               |               |               |               |               |               |               |
| Északi-tenger (flamand, zélandi és holland partok)    |               |               |               |               |               | x             | x             |               |               |               |               |               |
| Fekete-tenger (közép-északi)                          |               |               |               |               | x             |               |               |               |               |               |               |               |
| Fekete-tenger (dél)                                   |               |               |               |               | x             |               |               |               |               |               |               |               |
| Fekete-tenger (északkelet)                            |               |               |               |               |               | x             |               |               |               |               |               |               |
| Márvány-tenger                                        |               |               |               |               |               | x             |               |               |               |               |               |               |
| Adriai-tenger (északi)                                |               |               |               |               | x             |               |               |               |               |               |               |               |
| Északi Arab-tenger (pakisztáni partvidék)             |               | x             | x             |               |               |               |               |               |               |               |               |               |
| Arab-tenger északnyugati része (part és nyílt tenger) | x             | x             |               |               |               |               |               |               |               | x             |               |               |
| Nyugat-Arábiai-tenger (Ománi-öböl)                    |               | x             |               |               |               |               |               | x             |               |               |               |               |
| Kelet-Arábiai-tenger                                  |               |               |               |               |               |               |               | x             |               |               |               |               |
| Vörös-tenger (északi)                                 |               | x             | x             |               |               |               |               |               |               |               |               |               |
| Indiai-óceán északkeleti része (Bengáli-öböl)         |               |               |               | x             | x             |               | x             | x             |               | x             |               | x             |
| Thaiföldi-öböl                                        |               |               |               |               |               |               | x             | x             |               |               |               |               |
| Délkelet-ausztrál polc                                | x             |               |               |               |               |               |               |               |               |               |               | x             |
| Csendes-óceán északnyugati része (japán talapzat)     |               |               | x             |               |               |               |               |               |               |               |               |               |

## Fordítás
Ez a szócikk részben vagy egészben  a   Noctiluca scintillans című angol Wikipédia-szócikk ezen változatának fordításán alapul.  Az eredeti cikk szerkesztőit annak laptörténete sorolja fel. Ez a jelzés csupán a megfogalmazás eredetét és a szerzői jogokat jelzi, nem szolgál a cikkben szereplő információk forrásmegjelöléseként.